# Museu de Arte da China
O Museu de Arte da China, também chamado de Palácio de Arte da China, ou seu nome original, Museu de Arte de Xangai, é um museu de arte chinesa moderna localizado em Pudong, Xangai. O museu está instalado no antigo Pavilhão da China da Expo 2010. É um dos maiores museus de arte da Ásia.

## História
O antecessor do Museu de Arte da China foi o Museu de Arte de Xangai, que foi estabelecido em 1956 em um antigo restaurante na Rua de Nanquim e completamente reconstruído em 1986. Em 18 de março de 2000, o Museu de Arte de Xangai foi transferido para o antigo prédio do Shanghai Race Club na Praça do Povo, que abrigou a Biblioteca de Xangai até 1997. Com a mudança, seu espaço de exposição aumentou de 2.200 para 5.800 metros quadrados.
Xangai sediou a Expo 2010 de 1º de maio a 31 de outubro de 2010 e o Pavilhão da China recebeu cerca de 17 milhões de visitantes. Devido à sua popularidade, o pavilhão foi reaberto por mais seis meses após o término da Expo Xangai. Em 13 de novembro de 2011, o governo municipal anunciou que o pavilhão se tornaria a nova sede do Museu de Arte de Xangai e seria renomeado para Museu de Arte da China, enquanto o Pavilhão do Futuro Urbano seria convertido na Central Elétrica da Arte, um museu de arte contemporânea.
O Museu de Arte da China e a Central Elétrica de Arte foram inaugurados em 1º de outubro de 2012, o Dia Nacional da China. O antigo Museu de Arte de Xangai permaneceu aberto até 31 de dezembro de 2012, recebendo mais de 12 mil visitantes nos últimos dois dias. O Museu de Arte da China, com 64 mil metros quadrados, é mais de dez vezes maior que seu antecessor.

## Arquitetura

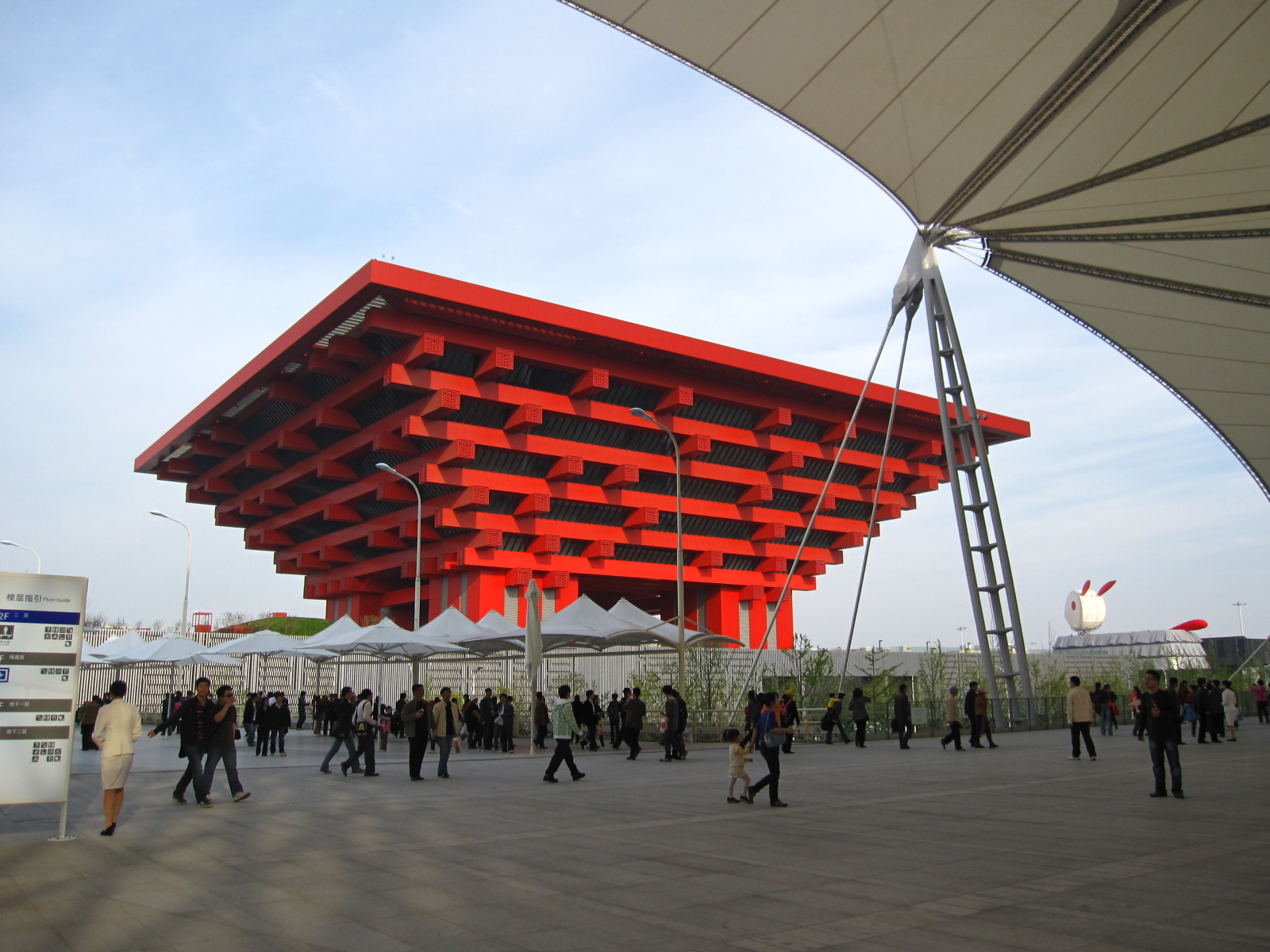
Pavilhão da China na Expo 2010

A construção do Pavilhão da China da Expo Xangai começou em 28 de dezembro de 2007 e o edifício foi concluído em 8 de fevereiro de 2010. Foi o pavilhão mais caro da Expo, custando cerca de 220 milhões de dólares. O pavilhão de 63 metros de altura, a estrutura mais alta da Expo, é apelidado de "Coroa do Oriente" devido à sua semelhança com uma coroa antiga. O edifício foi projetado por uma equipe liderada pelo arquiteto He Jingtang, que se inspirou no suporte de mísula chinês chamado dougong, bem como no antigo caldeirão de bronze chamado ding.